# 831, Voyage incertain
Pour plus de détails, voir Fiche technique et Distribution.
831, Voyage incertain est un film français réalisé par Jean-Louis Lignerat, sorti en 1986.

## Synopsis
En 831, une troupe de guerriers issus de l'armée dissoute de Charlemagne se fait attaquer : le sergent Karl perd une jambe et se retrouve seul avec un jeune soldat, Jean. Ils errent dans la forêt et sont rejoints par une jeune fille, un musicien et un enfant.

## Fiche technique
- Titre : 831, Voyage incertain
- Réalisation : Jean-Louis Lignerat
- Scénario : Jean-Louis Lignerat]
- Décors : Alain Blochard, Rémi Fourès
- Costumes : Rémi Fourès
- Photographie : Pascal Laperrousaz
- Son : François Groult, Claude Val
- Montage : Jean-Bernard Bonis
- Musique : Karl-Heinz Schäfer
- Production : Framboise Thourary
- Société(s) de production : Les Films du Chien
- Société(s) de distribution : Z et H Distribution
- Pays d'origine :  France
- Langue originale : français
- Format : couleur - 35 mm
- Durée : 83 minutes
- Date de sortie : 1er octobre 1986

## Distribution
- Jean-Pierre Bouvier : le sergent Karl
- David Jeannel : Jean
- Sophie Caffarel : la fille
- Philippe Vuillemin : la guimbarde
- Frejya Sylvestre : le môme
- François Blanchard : enfant

## Production
831, voyage incertain est le premier et seul long métrage de son réalisateur Jean-Louis Lignerat. Avant de réaliser ce film, il est l'assistant de Claude Autant-Lara, Claude Chabrol et Jacques Becker.
L'acteur principal Jean-Pierre Bouvier espérait changer son image dans ce film où il apparaît « hirsute et balafré » : « Au cinéma, je voulais casser cette image qu'on m'a fait de jeune premier fragile, romantique et que je traîne comme un boulet. Pour la première fois, ce film m'en donne l'occasion. »
Le film est tourné en Dordogne.

## Accueil critique
Le film est mal accueilli dans la presse : « 831, Voyage incertain ressemble à un fantôme de film tiré d'un scénario tout aussi évanescent » pour La Revue du cinéma, un film « souvent déconcertant » pour La Croix, « un voyage interminable et ennuyeux au possible » pour VSD.
Les critiques notent notamment l'écart entre les ambitions du projet et le résultat : « Sympathique mais trop ambitieuse en regard des moyens mis à sa disposition, cette tentative de description d'un parcours initiatique dans un contexte épique traîne en longueur », écrit ainsi Télérama.